# Pomnik ofiar Fortu VII nad Rusałką w Poznaniu (południowy brzeg)
Pomnik ofiar Fortu VII nad Rusałką w Poznaniu (południowy brzeg) – obelisk upamiętniający ofiary nazistowskich mordów z 1940, zlokalizowany w Poznaniu, nad jeziorem Rusałka, na południowym brzegu, około 20 metrów na południe od trasy spacerowej.
Pomnik jest dziełem artysty rzeźbiarza Jana M. Jakóba, według projektu architekta Jana Cieślińskiego.

## Charakterystyka
W okresie II wojny światowej naziści, realizując program biologicznego wyniszczenia narodu polskiego, zamordowali w Poznaniu kilka tysięcy osób. Do najistotniejszych miejsc kaźni należały: Fort VII i Dom Żołnierza (miejska siedziba Gestapo). Z Fortu VII wywożono więźniów nad Jezioro Rusałka i masowo ich rozstrzeliwano w trzech miejscach, upamiętnionych pomnikami. Łącznie zabito tutaj ponad 2000 Polaków.
Na południowym brzegu akwenu znajduje się miejsce, w którym rozstrzelano około 40 osób w grudniu 1940. Mordów dokonywali funkcjonariusze SS. Punkt ten upamiętniono po wojnie masywnym, betonowym obeliskiem, przypominającym romańską kolumnę, na którym wyryto napis: Tu spoczywają prochy około 40 bezimiennych mieszkańców Poznania – więźniów Fortu VII, straconych przez okupanta hitlerowskiego w grudniu 1940 roku – Cześć Ich Pamięci. Obeliskowi towarzyszą cztery betonowe pachołki i donica z kwiatami.

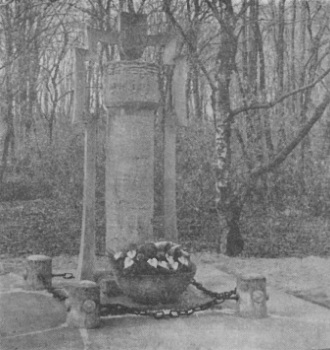
Stan w 1985
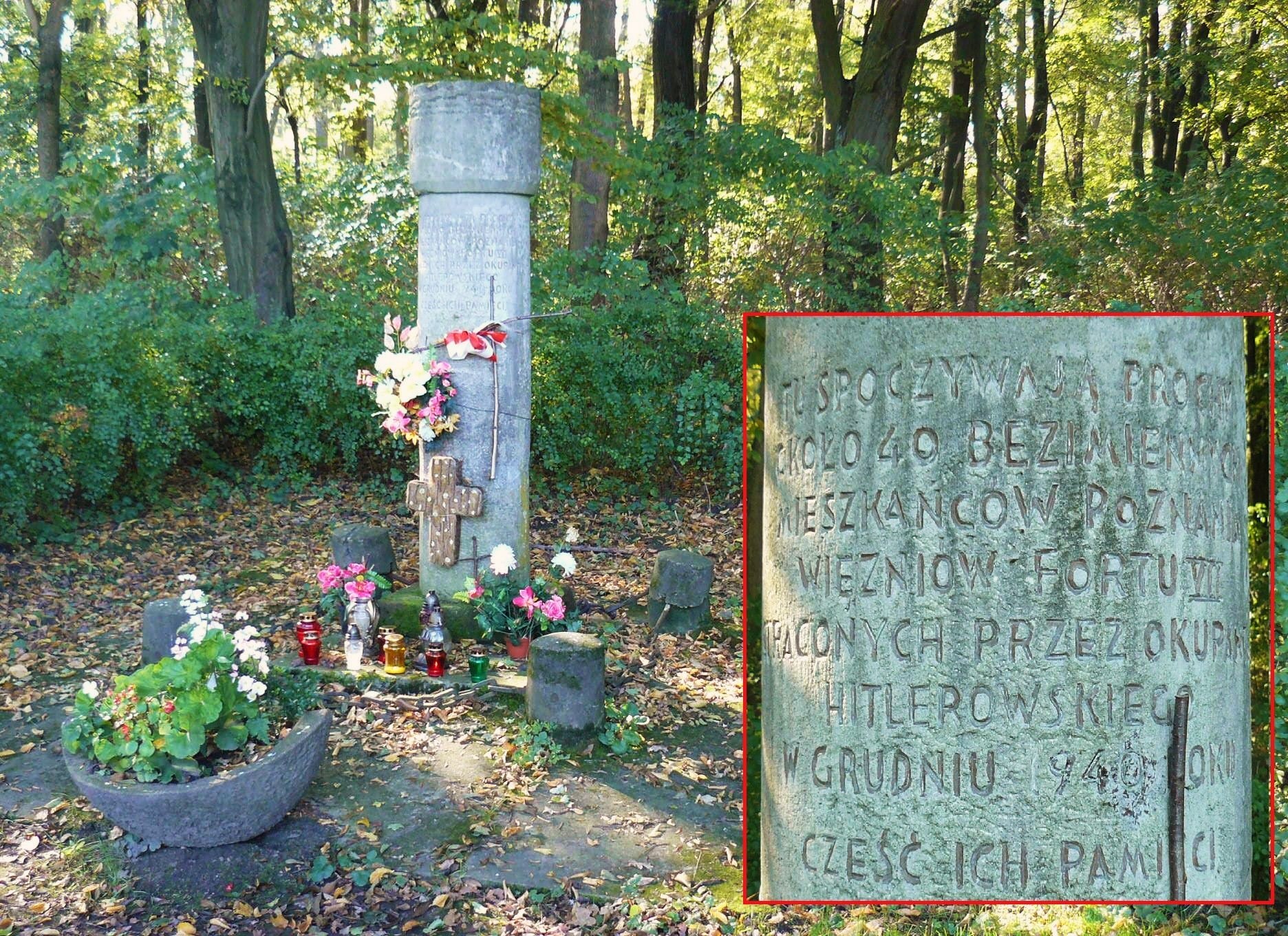
Stan w 2010
Rozlokowanie pomników wojennych nad Rusałką w Poznaniu